# Kyler Edwards
Kyler Alexander Edwards (Arlington, 3 maggio 1999) è un cestista statunitense.